# گرفنکروگ
گرفنکروگ (به آلمانی: Grevenkrug) یک شهر در آلمان است که در رندسبورگ-اکرنفورده واقع شده‌است.
 گرفنکروگ  ۲۷۱ نفر جمعیت دارد.